# Vleugels (show)
Vleugels is de tweede concerttournee van K3 in de bezetting van Hanne Verbruggen, Marthe De Pillecyn en Julia Boschman. Voor Verbruggen en De Pillecyn is dit hun zevende K3-show. De tour vond plaats in 2023 in Vlaanderen en Nederland. Op 25 februari 2023 vond de première plaats in Gent.

## Verhaallijn
Mike, een mysterieuze jongen (gespeeld door Diego González-Clark) komt de show van K3 binnenvallen. Wie is hij en wat komt hij doen? Terwijl de meisjes hierachter proberen te komen, raken ze verzeild in verschillende avonturen.

## Setlist
- Visje in het water
- Medley: Tele-Romeo, Oma's aan de top, Kuma hé en Eyo!
- Parapluutjes
- Medley: Sprookjesboek, Toveren, De 3 biggetjes en Alice in Wonderland
- Waterval
- Medley: Yippee Yippee, Jij bent mooi en Pina Colada
- Ik geloof in jou
- Medley: I Love You Baby  en Mango Mango
- Medley: Voel je die zon  en Hippie shake
- Medley: Bikini vol zand, Luka Luna en Oya Lélé
- Waar zijn die engeltjes? (vervangen door Fata Morgana vanaf 19 mei 2023)
- Vleugels

## Optredens
| Datum                 | Stad      | Zaal                      |
| --------------------- | --------- | ------------------------- |
| België                |           |                           |
| 25 februari 2023 (3x) | Gent      | Capitole                  |
| 26 februari 2023 (3x) | Gent      | Capitole                  |
| Nederland             |           |                           |
| 25 maart 2023 (3x)    | Den Haag  | World Forum Theater       |
| België                |           |                           |
| 1 april 2023 (3x)     | Hasselt   | Trixxo Theater            |
| 2 april 2023 (3x)     | Hasselt   | Trixxo Theater            |
| 3 april 2023 (3x)     | Hasselt   | Trixxo Theater            |
| 4 april 2023 (3x)     | Hasselt   | Trixxo Theater            |
| Nederland             |           |                           |
| 8 april 2023 (3x)     | Eindhoven | Parktheater Eindhoven     |
| 9 april 2023 (1x)     | Eindhoven | Parktheater Eindhoven     |
| België                |           |                           |
| 13 april 2023 (3x)    | Antwerpen | Stadsschouwburg Antwerpen |
| 14 april 2023 (3x)    | Antwerpen | Stadsschouwburg Antwerpen |
| 15 april 2023 (3x)    | Antwerpen | Stadsschouwburg Antwerpen |
| 16 april 2023 (3x)    | Antwerpen | Stadsschouwburg Antwerpen |
| 22 april 2023 (3x)    | Antwerpen | Stadsschouwburg Antwerpen |
| Nederland             |           |                           |
| 29 april 2023 (3x)    | Almere    | Kunstlinie                |
| 30 april 2023 (3x)    | Almere    | Kunstlinie                |
| 3 mei 2023 (2x)       | Eindhoven | Parktheater Eindhoven     |
| 4 mei 2023 (3x)       | Eindhoven | Parktheater Eindhoven     |
| 6 mei 2023 (3x)       | Heerlen   | Theater Heerlen           |
| 7 mei 2023 (3x)       | Heerlen   | Theater Heerlen           |
| België                |           |                           |
| 19 mei 2023 (3x)      | Oostende  | Casino                    |
| 20 mei 2023 (3x)      | Oostende  | Casino                    |
| Nederland             |           |                           |
| 27 mei 2023 (3x)      | Zwolle    | De Spiegel                |
| 28 mei 2023 (3x)      | Zwolle    | De Spiegel                |
| 29 mei 2023 (3x)      | Zwolle    | De Spiegel                |
| 3 juni 2023 (3x)      | Rotterdam | Nieuwe Luxor Theater      |
| 4 juni 2023 (3x)      | Rotterdam | Nieuwe Luxor Theater      |
| België                |           |                           |
| 24 juni 2023 (3x)     | Gent      | Capitole                  |
| 25 juni 2023 (3x)     | Gent      | Capitole                  |
| 1 juli 2023 (3x)      | Gent      | Capitole                  |
| 2 juli 2023 (3x)      | Gent      | Capitole                  |